# Régime seigneurial de la Nouvelle-France
Cet article concerne le système en vigueur dans la Nouvelle-France. Pour l'Europe, voir Seigneurie.
Le régime seigneurial de la Nouvelle-France décrit le régime semi-féodal en vigueur sur les terres colonisées par la France en Amérique du Nord. Cette organisation sociale a existé en Nouvelle-France de 1623 à la conquête britannique en 1763 et s'est maintenue au Bas-Canada (1840) et au Canada-Uni jusqu'en 1854.

## Histoire

### Développement du régime
La plus lointaine mention faite à propos d'un principe « seigneurial » dans l'organisation des terres date de 1541 dans la Commission accordée par le roi de France à Jean-François de La Rocque de Roberval pour l'exploration et l'exploitation de la Nouvelle-France. Cependant, les premiers fiefs permanents n'ont été établis qu'à partir des années 1620.
La Compagnie de la Nouvelle-France, aussi appelée la Compagnie des Cent-Associés, a été introduite en Nouvelle-France en 1627 par le cardinal Richelieu sous ce régime. Le territoire était découpé en longues bandes perpendiculaires aux cours d'eau, les seigneuries. Ces terres étaient concédées et non  données par le roi à des seigneurs, eux-mêmes locataires de terres et responsables de leur mise en valeur par la construction de routes et moulins pour les habitants, par exemple.
Entre 1620 et 1854, 300 seigneuries ont été concédées.

### Après l'occupation militaire britannique
Après la bataille des plaines d'Abraham et la conquête de Québec par les Britanniques pendant la guerre de Sept Ans, ce système est devenu un obstacle à la colonisation du territoire par les anglophones. L'Acte de Québec de 1774 a conservé pourtant le droit romano-civiliste français et donc le système seigneurial.
De nombreux Écossais et Anglais ont fait l'acquisition de seigneuries pendant le siècle qui a suivi, et d'autres ont été réparties parmi les descendants des premiers seigneurs.
Autour de 1792, la région des Cantons de l'Est a été ouverte à la colonisation par les Britanniques. Elle utilisait un système anglais de division des terres en tant qu'exception au régime seigneurial et était ouverte en priorité aux Anglo-Protestants. Cette région couvrait la totalité de l'actuelle Estrie, ainsi que des portions de la Montérégie, des Bois-Francs (dite Centre-du-Québec) et la Beauce (partie sud de la région Chaudière-Appalaches). Le sens actuel du terme « Cantons de l'Est » a changé pour désigner une région de taille intermédiaire entre l'ancien territoire plus vaste et l'Estrie moderne, ou comme synonyme de cette dernière.
Les deux régions de cantons créées par les Britanniques à cette époque (l'autre en Ontario) avaient pour but de satisfaire les immigrants anglais, en particulier de placer les loyalistes affluant des États-Unis nouvellement indépendants, tout en préservant le système français dans les terres où les Canadiens-français étaient anciennement établis. Du même coup, le peuplement franco-canadien allait rapidement devenir à l'étroit dans le territoire des anciennes seigneuries du fait de l'accroissement démographique, ce qui à terme allait nourrir un exode aux États-Unis à partir des années 1830.

### Abolition du régime
Au Québec, la propriété éminente issue du régime seigneurial a connu une exceptionnelle longévité. En 1854, sous l'impulsion des hommes politiques Louis-Hippolyte La Fontaine et George-Étienne Cartier, l’Acte abolissant les droits et devoirs féodaux dans le Bas-Canada est venu réformer à l'échelle de la province les divers droits seigneuriaux comme les lods et ventes en remplaçant ceux-ci par le paiement d’une rente seigneuriale fixe. Les tenures en censive sont devenues francs-alleux roturiers.
Le gouvernement de Louis-Alexandre Taschereau a créé en 1935 le Syndicat national du rachat des rentes seigneuriales (SNRRS), ayant pour but d’homologuer les livres terriers afin de convertir en capital rachetable les rentes constituées des anciens fiefs. Temporairement, c'étaient les municipalités qui collectaient ces rentes, converties en taxes municipales.
C’est le 11 novembre 1940 que les propriétaires de biens seigneuriaux ont perçu pour une dernière fois leurs rentes seigneuriales. À partir de cette date, quelque 60 000 cultivateurs de 245 seigneuries disposaient d'un maximum de 41 ans pour racheter le capital des rentes constituées. Les derniers restes des rentes seigneuriales ont ainsi progressivement disparu avant 1981. Cette dernière phase de l'abolition du système féodal au Québec s'est inspiré de la même abolition en Savoie.

## Organisation territoriale de la Nouvelle-France

Une seigneurie typique

Les seigneuries étaient concédées selon le statut social. Les seigneurs provenaient de la noblesse ou de la haute bourgeoisie. La plupart étaient principalement des officiers militaires, des clergés ou des administrateurs coloniaux.
Le régime seigneurial était principalement établi dans la vallée du Saint-Laurent. Les seigneuries ont été créées pour défricher les terres de la Nouvelle-France et peupler la région. Offrir des terres gratuites inciterait les Français à quitter l’Europe pour aller s’installer dans les colonies en Amérique. Le seigneur divisait ses terres entre les censitaires (ou colons ou même encore habitants), qui pouvaient dès lors les défricher et les exploiter et y construire des bâtiments. Les habitants devaient au seigneur le paiement de redevances (cens et rentes), ainsi qu'une participation de quelques jours par an aux corvées.
Les seigneuries étaient subdivisées en terrains d'importance (et qualité) variable : une zone commune près du rivage, derrière laquelle se trouvait la meilleure terre et très souvent la réserve du seigneur ; derrière encore, des terres agricoles données aux habitants. Les censives étaient divisées en forme de rectangle afin d’assurer qu’un plus grand nombre de terrains soient situés au bord du fleuve et d’en faciliter l’accès.

## Devoirs et responsabilités
À la différence du système en vigueur en métropole, le seigneur n'avait pas le pouvoir d'imposer amendes et pénalités, qui restaient du domaine de compétence de l'intendant du roi. De même, autant le système en place en France gardait les marques de pratiques issues du Moyen Âge, autant il s'agissait Nouvelle-France de favoriser l'établissement de colonies. Les seigneurs n'y étaient pas forcément d'ascendance noble, certains étant issus de l'armée. D'autres seigneuries appartenaient directement au clergé catholique, quelques-unes même à des groupements d'habitants. Si les nobles immigraient en Nouvelle-France, ils recevaient une seigneurie. En 1663, la moitié des seigneuries de Nouvelle-France étaient gérées par des femmes, celles-ci pouvant hériter des terres de leur époux à son décès.
L’intendant était le représentant du roi ; Jean Talon fut le premier d’entre eux à fouler le sol de l'Amérique du Nord. Il imposa aux seigneurs d’habiter sur les terres dont ils avaient la charge, ce qui permettait d’autre part, un meilleur contrôle des colons par l’autorité royale.
Un exemple est la seigneurie Hertel de Rouville cédée au major Thomas Edmund Campbell en 1844 qui en exerça toutes les charges et devoirs avec son épouse Henriette-Julie Juchereau Duchesnay.
Dans le système féodal, le seigneur avait plusieurs devoirs et responsabilités. Après avoir juré allégeance à sa majesté le roi de France, il se devait de toujours résider sur la seigneurie dans une résidence appelée manoir. Le seigneur était responsable du développement des infrastructures de la seigneurie tels que la construction de chemins pour y circuler ainsi que la construction du moulin à farine. Il devait aussi distribuer les censives et s'assurer de pouvoir gérer les conflits adéquatement entre les censitaires grâce à une cour de justice. Également, il devait informer les autorités de la population ainsi que des récoltes et s’il décidait de vendre la seigneurie, le cinquième de la valeur était remise au roi de France. En revanche, les censitaires qui résidaient sur la seigneurie et exploitaient la terre étaient responsables de l'entretien des chemins. Ce sont eux qui utilisaient le moulin de farine en plus de partager une partie de leurs récoltes avec le seigneur.

## Importance du régime seigneurial
Selon Dickinson et Young (2003), les historiens qui ont étudié le régime seigneurial en Nouvelle-France ne s'entendent pas sur l'importance à y accorder. Par exemple, Marcel Trudel (1956) le considère comme un « système social d'assistance mutuelle, établi pour faciliter le peuplement ». Les travaux de Louise Dechêne ont exploré les implications du régime seigneurial pour les habitants des villes et des campagnes à compter du XVIIe siècle alors que des études plus récentes, comme celles de Greer (1985) et de Dépatie, Lalancette et Dessureault 1987 jugent que cette forme d'organisation de manière beaucoup plus sévère, estimant qu'il s'assignait plutôt d'une source d'inégalité sociale. Ils soulignent aussi « le pouvoir des seigneurs de s'approprier les surplus agricoles. »

## Pôles d'interprétation
Selon Grenier 2012, les deux grands pôles d'interprétation de la seigneurie au Québec se résument en deux dichotomies :

« Les rapports inégalitaires et hiérarchisés caractéristiques des sociétés européennes se sont-ils transformés sur les rives du fleuve Saint-Laurent ? Telle est la question qui a retenu l'attention d'une pléiade d'historiens depuis le XIXe siècle. Le régime seigneurial québécois s'est-il adapté, assoupli, dans ce terroir « neuf » ? A-t-il, au contraire, été appliqué avec rigueur ? A-t-il réellement constitué un outil de peuplement et, par conséquent, un facteur favorable à l'évolution de la colonie ? A-t-il plutôt été un élément nuisible et un fardeau pour les habitants de la Nouvelle-France puis du Bas-Canada ? [...] Différente ou semblable du modèle français? Souple ou contraignante ? Utile ou parasitaire ? »